# Michel Djotodia
Michel Am-Nondokro Djotodia es un militar y político de la República Centroafricana, y presidente del país tras un golpe de Estado que llevó a cabo el 24 de marzo de 2013 con el apoyo de la coalición rebelde Seleka. Tras el acuerdo de paz que se acordó tras la rebelión de diciembre de 2012, fue nombrado vice primer ministro de la república en febrero de 2013. El 10 de enero de 2014 presentó su dimisión por su incapacidad para alcanzar la paz en el país.

## Biografía
Michel Djotodia nació en la ciudad de Vakaga, en 1949 según sospechas, República Centroafricana, anteriormente Ubangui-Chari, colonia Francesa. Se desempeñó como cónsul en la ciudad de Nyala, Sudán. También fue presidente de la Unión de Fuerzas Democráticas para la Reagrupación y grupo de la Acción Patriótica para la Liberación de la República Centroafricana (APLRC) durante la guerra de Bush.
Djotodia vivió en el exilio en Conotú, Benín durante la guerra. El 20 de noviembre fue detenido junto a su portavoz Abakar Sabón sin juicio por las fuerzas Benienses, a instancias del gobierno del presidente centroafricano François Bozizé. Fueron puestos en libertad en febrero de 2008 tras haber aceptado haber participado en conversaciones de paz con el gobierno centroafricano.
En diciembre de 2012, Djotodia fue un líder clave en la coalición rebelde, Séléka cuando logró rápidamente hacerse con el control de una gran parte del país. En las conversaciones de paz en enero de 2013 entre los rebeldes y el gobierno, el presidente Bozizé accedió nombrar un primer ministro opositor e incorporar a varios líderes rebeldes en el gobierno. Tras estos acuerdos se llegó a un gobierno de coalición Nacional entre partidarios del gobierno, opositores y rebeldes encabezados por el primer ministro Nicolás Tiangaye, jurado al cargo el 3 de febrero de 2013. Mientras tanto, Djotodia recibió el puesto clave de vice primer ministro de la República. 
Sin embargo, el acuerdo no fue tan fuerte y duradero como se pensaba. Los líderes rebeldes de Séléka acusaron al presidente Bozizé de no cumplimiento de las promesas acordadas en la coalición. El acuerdo se deshizo en marzo y empezaron las hostilidades entre fuerzas gubernamentales de Bozizé y Séléka. Rápidamente los rebeldes entraron en la capital el 24 de marzo y Djotodia se autoproclama presidente, Bozizé huiría del país con destino a Benín. En su primer discurso como presidente encargado, Djotodia mantiene al primer ministro Tiangaye al frente de su cargo y abre un período de transición que permanecería como máximo 3 años.
El cambio no fue mayor, las fracciones de Seléka no acataron el llamado de Djotodia a deponer las armas por la paz de la Rep. Centroafricana y emprendieron una nueva masacre en contra de la población cristiana. Se formarían a partir de esto los anti-balaka, guerrillas cristianas que se enfrentarían a los Seleka en una nueva guerra Civil. Bajo este clima de inestabilidad política y social sin precedentes, los Anti-Balakas lograron controlar el país y derrocar a un Djotodia sin poder de acción. Se forma entonces un consejo de Transición liderado por Catherine Samba-Panza.